# Mesosaimia robusta
Mesosaimia robusta là một loài bọ cánh cứng trong họ Cerambycidae.